# 根培乌孜山
根培乌孜山（增善峰），是位于西藏自治区拉萨市的山。

## 简介
根培乌孜山位于拉萨市西郊约10公里处，坐落在哲蚌寺北面。山后就是拉鲁湿地。在有的汉文书籍中，该山的名字又被写为“根培乌孜”、“更培乌孜”、“耿壁乌孜”。
根培乌孜最高海拔5400米，最高点处便是真正的“根培乌孜”，因为藏语“乌孜”意为“顶端、顶部”。“根培乌孜”狭义上指该最高点，广义上则指整条山脉。该山是拉萨知名的神山之一。山坡上有许多风化的花岗岩石，有的上面还绘有佛像。山腰处有一处遗址，为历代达赖在藏历六月四日转山节时的休息之所。山顶有嘛呢石刻、经幡，还有一处泉水，以及达赖座床。每到藏历六月四日转山节时，拉萨数千男女信众结伴带着饮食，来到根培乌孜山朝佛。登上山顶，可远眺群山，俯瞰拉萨全城。